# Collegio elettorale di Fidenza (Senato della Repubblica)
Il collegio di Fidenza fu un collegio elettorale uninominale della Repubblica Italiana per l'elezione del Senato della Repubblica. Apparteneva alla Circoscrizione Emilia-Romagna e fu utilizzato per eleggere un senatore nella XII, XIII e XIV legislatura.
Venne istituito nel 1993 con la cosiddetta Legge Mattarella (Legge n. 276, Norme per l'elezione del Senato della Repubblica), attuata in seguito al referendum abrogativo del 1993. La legge istituì per la Camera dei deputati e per il Senato della Repubblica un sistema di elezione misto, in parte maggioritario e in parte proporzionale. Il 75% dei parlamentari dell'assemblea veniva eletto in collegi uninominali tramite sistema maggioritario a turno unico; il restante 25% al Senato veniva eletto tramite recupero proporzionale dei più votati non eletti attraverso un meccanismo di calcolo denominato "scorporo", cioè sottraendo dal conteggio dei voti totali di una lista nella parte proporzionale i voti ottenuti dai candidati collegati alla medesima lista che erano eletti nei collegi uninominali con il sistema maggioritario.
Il collegio venne abolito insieme a tutti gli altri che costituivano il Senato con la promulgazione della legge elettorale successiva, la cosiddetta Legge Calderoli. Questa prevedeva un sistema proporzionale con premio di maggioranza, che al Senato veniva attribuito a livello regionale.

## Territorio
Il collegio di Fidenza era uno dei 14 collegi uninominali in cui era suddivisa l'Emilia-Romagna e, come previsto dal D.Lgs. del 20 dicembre 1993 n. 535, era compreso nelle province di Parma e di Reggio Emilia e comprendeva i seguenti comuni: Bagnolo in Piano, Boretto, Brescello, Busseto, Cadelbosco di Sopra, Campagnola Emilia, Campegine, Castelnovo di Sotto, Colorno, Correggio, Fabbrico, Fidenza, Fontanellato, Fontevivo, Gattatico, Gualtieri, Guastalla, Luzzara, Medesano, Mezzani, Noceto, Novellara, Pellegrino Parmense, Polesine Parmense, Poviglio, Reggiolo, Rio Saliceto, Roccabianca, Rolo, Rubiera, Salsomaggiore Terme, San Martino in Rio, San Secondo Parmense, Sant'Ilario d'Enza, Sissa, Soragna, Sorbolo, Torrile, Trecasali e Zibello.

## Eletti
| Elezione | Elezione | Senatore          | Partito            |
| -------- | -------- | ----------------- | ------------------ |
|          | 1994     | Fausto Vigevani   | Progressisti (PSI) |
|          | 1996     | Fausto Vigevani   | L'Ulivo (DS)       |
|          | 2001     | Albertina Soliani | L'Ulivo (I Dem)    |

## Dati elettorali

### XII legislatura
|                               | Fausto Vigevani ✔️ Eletto   | Progressisti               | 91 010  | 49,02 |  |  |  |  |  |
|                               | Giorgio Cavitelli ✔️ Eletto | Polo delle Libertà         | 46 089  | 24,82 |  |  |  |  |  |
|                               | Rocco Gabriele Paolucci     | Patto per l'Italia         | 26 968  | 14,52 |  |  |  |  |  |
|                               | Brunella Dolci              | Alleanza Nazionale         | 12 587  | 6,78  |  |  |  |  |  |
|                               | Carduccio Parizzi           | Lista Pannella-Riformatori | 5 987   | 3,22  |  |  |  |  |  |
|                               | Sergio Terzi                | Partito Democratico        | 3 029   | 1,63  |  |  |  |  |  |
| Totale                        | Totale                      | Totale                     | 185 670 | 100   |  |  |  |  |  |
|                               |                             |                            |         |       |  |  |  |  |  |
| Voti non validi               | Voti non validi             | Voti non validi            | 10 761  | 5,48  |  |  |  |  |  |
| Votanti                       | Votanti                     | Votanti                    | 196 431 | 92,74 |  |  |  |  |  |
| Elettori                      | Elettori                    | Elettori                   | 211 817 |       |  |  |  |  |  |
|                               |                             |                            |         |       |  |  |  |  |  |
| Data: 27-28 marzo 1994        |                             |                            |         |       |  |  |  |  |  |
| Fonte: Ministero dell'interno |                             |                            |         |       |  |  |  |  |  |

### XIII legislatura
|                               | Fausto Vigevani ✔️ Eletto  | L'Ulivo               | 111 445 | 59,65 |  |  |  |  |  |
|                               | Leopoldo Barbieri Manodori | Polo per le Libertà   | 49 880  | 26,70 |  |  |  |  |  |
|                               | Giorgio Cavitelli          | Lega Nord             | 22 517  | 12,05 |  |  |  |  |  |
|                               | Raffaello Gianfranco Beati | Lista Pannella-Sgarbi | 3 003   | 1,61  |  |  |  |  |  |
| Totale                        | Totale                     | Totale                | 186 845 | 100   |  |  |  |  |  |
|                               |                            |                       |         |       |  |  |  |  |  |
| Voti non validi               | Voti non validi            | Voti non validi       | 9 551   | 4,86  |  |  |  |  |  |
| Votanti                       | Votanti                    | Votanti               | 196 396 | 90,74 |  |  |  |  |  |
| Elettori                      | Elettori                   | Elettori              | 216 430 |       |  |  |  |  |  |
|                               |                            |                       |         |       |  |  |  |  |  |
| Data: 21 aprile 1996          |                            |                       |         |       |  |  |  |  |  |
| Fonte: Ministero dell'interno |                            |                       |         |       |  |  |  |  |  |

### XIV legislatura
|                               | Albertina Soliani ✔️ Eletta | L'Ulivo                              | 103 172 | 53,42 |  |  |  |  |  |
|                               | Marco Eboli                 | Casa delle Libertà                   | 65 016  | 33,66 |  |  |  |  |  |
|                               | Livio Togni ✔️ Eletto       | Partito della Rifondazione Comunista | 12 326  | 6,38  |  |  |  |  |  |
|                               | Antonio Diana               | Lista Di Pietro                      | 5 777   | 2,99  |  |  |  |  |  |
|                               | Giuseppe Caleffi            | Lista Pannella-Bonino                | 3 467   | 1,79  |  |  |  |  |  |
|                               | Giorgio Cavitelli           | Democrazia Europea                   | 3 391   | 1,76  |  |  |  |  |  |
| Totale                        | Totale                      | Totale                               | 193 149 | 100   |  |  |  |  |  |
|                               |                             |                                      |         |       |  |  |  |  |  |
| Voti non validi               | Voti non validi             | Voti non validi                      | 7 976   | 3,97  |  |  |  |  |  |
| Votanti                       | Votanti                     | Votanti                              | 201 125 | 88,66 |  |  |  |  |  |
| Elettori                      | Elettori                    | Elettori                             | 226 847 |       |  |  |  |  |  |
|                               |                             |                                      |         |       |  |  |  |  |  |
| Data: 13 maggio 2001          |                             |                                      |         |       |  |  |  |  |  |
| Fonte: Ministero dell'interno |                             |                                      |         |       |  |  |  |  |  |